# Changement climatique au Sénégal
Le changement climatique a un impact significatif sur le Sénégal dans de multiples dimensions, tout comme pour les autres pays de l'Afrique de l'Ouest.

## Contexte
Le changement climatique au Sénégal se manifeste entre autres par une baisse de la pluviométrie d’environ 300 mm en 30 ans, des pluies plus intenses et de plus courtes durées et une augmentation de la température d’environ 1,7 °C en 30 ans.

## Effets néfastes
Il engendre divers phénomènes à savoir l'avancée de la mer, l'érosion du littoral, la désertification, la salinisation, la réduction des mangroves, la perte de terres arables et de pâturages, la réduction de la disponibilité de l'eau. Cela a un impact négatif sur le pays sous divers aspecte : ses ressources en eau, son économie, son tourisme, sa géographie.

### Le lac Rose
Le lac Rose est un lac salé près de Dakar, où environ 3 000 familles gagnent leur vie grâce à l’extraction de sel. C'est aussi un lac très visité à cause de sa couleur rose due à sa concentration en sel.
La montée des pluies due au dérèglement climatique entraine une dilution du lac, ainsi que la perte progressive de sa couleur d'origine. Les extracteurs ne trouvent alors plus suffisamment de sel pour alimenter leur commerce. Par ailleurs le lac draine de moins de moins de touristes.
En avril 2025, le lac est redevenu rose, la couleur qu'il avait perdu lors de l'hivernage de 2022 marqué par une hausse de la pluviométrie. Ce qui fait l'objet des médias sénégalais comme la RTS et internationaux dont la France 24. Etant la deuxième destination touristique du Sénégal après l'île de Gorée, cette reprise de la couleur rose favorise l'attraction des touristes. L'extraction du sel a repris mais on note une diminution de la quantité de sel.

### Langue de Barbarie à Saint-Louis
La langue de Barbarie est à la rencontre entre le fleuve Sénégal et l'océan Atlantique et constituait une barrière naturelle entre les deux. Elle s'allonge sur environ 40 kilomètres du sud de la ville de Saint-Louis jusqu'à l'embouchure du fleuve Sénégal. A la suite d'un cumul d'ondes de crues sur le fleuve et de l'ouverture des vannes du barrage de Diama dû au changement climatique, elle connait l'ouverture en octobre 2003 d'une brèche de 4 mètres sur décision du gouvernement qui voulait protéger Saint Louis classé patrimoine de l'UNESCO. Cette brèche s'élargit dès les premiers jours et atteint 5 200 mètres de large en février 2015.
Les habitations et infrastructures près de Saint Louis, se retrouvent menacés par l'érosion. Les populations côtières connaissent une vulnérabilité élevée à la suite des conséquences de cette brèche qui perturbent la pêche, la transformation des produits halieutiques et entraine la diminution des espaces dédiés.

#### Des villages engloutis
Situé à quelques kilomètres de Saint-Louis, Gandiol est une région d’environ 25 000 habitants. Deux villages de cette région Doun Baba Dièye et Keur Bernard ont disparu en 2013 à la suite de la progression de l'eau sur le rivage de 17 à 18 mètres par an qu'entraine la brèche de la langue de barbarie.

## Dégradation des terres et ou salinisation  des terres
Selon la FAO en 2015, la dégradation des sols est causée par des pratiques de gestion et d’utilisation des terres non durables, et par des phénomènes climatiques extrêmes qui résultent de différents facteurs sociaux, économiques et de gouvernance. Actuellement, 33 % des terres sont modérément ou gravement dégradées du fait de l’érosion, de la salinisation….

### Au centre ouest du pays
La région de Fatick située dans le centre ouest du pays semble être très affectée par la salinisation des terres. La région de Fatick couvre 8 675 km2 avec une superficie agricole utile estimée à 395 400 ha ; les terres salées (tannes) représentent le tiers de la superficie régionale. l'activité principale de la population est l'agriculture sous pluie qui a une dépendance entière aux facteurs climatiques. Les changements climatiques survenus depuis les années 1970 ont entraîné des déficits en eau, la salinisation et l’acidification des terres de culture. Les principales causes de ces transformations sont la sécheresse, l’évaporation très élevée, la déforestation, la topographie et la relative proximité de la mer.
La commune de Boly est parmi les plus affectées dans la région de Fatick par la salinisation des terres agricoles. Il est urgent de se mobiliser, afin de fournir des éléments nécessaires pour la protection, la restauration du sol dans la commune de Boly.
Les terres agricoles de la commune de Boly ne sont pas épargnées par les impacts du changement climatique, qui se manifeste dans ces lieux par, une baisse de la pluie, entrainant une réduction sur les ressources d’eau douce, une perte de la biodiversité, une dégradation des sols se remarquant par un important taux de salinité des eaux et du sol. Cette situation est en grande partie responsable des difficultés agricoles qui sévissent dans le village de Boly. La réduction de la pluviométrie, à accélérer le processus de dégradation des terres, qui s’observe par la réduction d’espace de culturales, et une recrudescence de la salinité.

## Atténuation et adaptation

### Énergies renouvelables
Elles représentent 30 % du potentiel énergétique.

## Politique énergétique
Le Sénégal a l'intention de réduire conditionnellement d'au moins 23 % ses émissions de gaz à effet de serre d'ici 2030.

## Politiques et législation du gouvernement
Au Sénégal, la contribution déterminée au niveau national fait partie du plan Sénégal émergent. C'est un document cadre de contribution pour l'atténuation et l'adaptation aux effets du changement climatique. La CDN est le successeur de la CPDN.
Le Sénégal participe à la COP27, conférence sur le changement climatique en Égypte. À l'instar d'autres pays africains, le Sénégal réclame un fonds pour couvrir les dégâts du changement climatique dont il est l'une des premières victimes alors qu’ils ne sont responsables que d’une très faible partie des émissions de CO2.
La COP 29 qui se déroule du 11 au 22 novembre 2024 à Bakou est un rendez-vous d’échange pour discuter et prendre des mesures liées aux changements climatiques.